# Korg M1
Le Korg M1 est le premier instrument de musique connu sous le nom de workstation. C'est plus qu'un synthétiseur, et par ses caractéristiques et ses innovations, il est devenu le clavier numérique le plus vendu devant le Yamaha DX7 et le Roland D-50. Il a été distribué entre 1988 et 1994.
Son intérêt provient de la combinaison d'échantillons et de la synthèse numérique, ce qui donne des sons puissants et plutôt réalistes.

## Caractéristiques
- 16 voix de polyphonie
- 16 oscillateurs
- clavier 61 notes dynamique, avec aftertouch
- séquenceur interne 8 pistes
- 2 unités de multi-effets (32 types d'effets différents)
- interface MIDI

Le M1 standard s'est décliné en plusieurs versions : le ExM1, le M1 PLUS+1 et en version rack sans clavier et encastrable, le  M1R & le ExM1.
Une version en émulation logicielle est sortie sur ordinateur et pour iPad (disponible sur l'App Store) 

## Utilisateurs
Parmi les groupes ou musiciens qui utilisèrent le M1, on peut citer (liste non exhaustive) :
- Michel Berger
- Black Box
- Pink Floyd
- Queen
- Quincy Jones
- Depeche Mode
- Cheb Hasni
- The Cranberries
- The Cure
- Kitaro
- Jean Michel Jarre
- Bradley Joseph
- Kenji Kawai
- Mike Oldfield
- Joe Zawinul
- Lee « Scratch » Perry
- Robin S
- Weezer
- Jon Lord de Deep Purple
- Les Musclés
- Sin